# Aegidius Romanus
Jiljí Římský, lat. Aegidius Romanus, it. Egidio Colonna, fr. Gilles de Rome (1243/1247 Řím – 22. prosince 1316 Avignon) byl scholastický filozof a teolog, žák svatého Tomáše Akvinského, přívrženec tomismu, augustinián a od roku 1295 arcibiskup z Bourges. Papežem Benediktem XIV. byl označen jako Doctor Fundatissimus [Nejzákladnější učitel]..

## Život

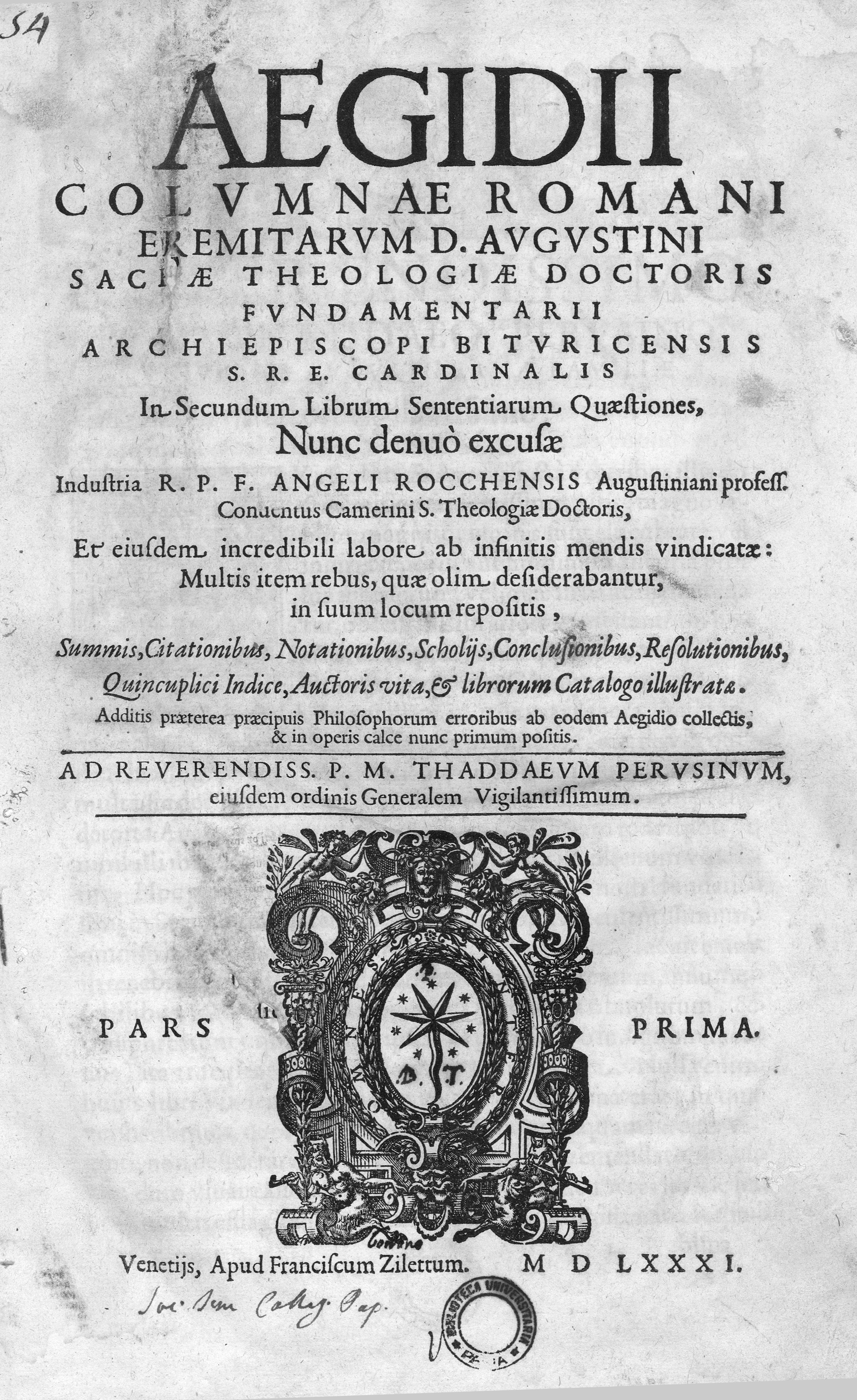
In secundum librum sententiarum quaestiones, 1581

Narodil se mezi lety 1243–1247 v Římě.
Studoval v Paříži u Tomáše Akvinského, díky němuž se stal přívržencem tomismu a odpůrcem averroismu. Vstoupil do Řádu poustevníků svatého Augustina (OESA, dnes Řád svatého Augustina, OSA) a v letech 1285 až 1291 byl prvním magistrem řádu v Paříži. V letech 1292 až 1295 zastával funkci generálního převora řádu a roku 1295 byl jmenován arcibiskupem bourgeským. Jako scholastický filosof a teolog je považován za představitele politického augustinismu a hierokratismu (pravděpodobný sestavitel buly papeže Bonifáce VIII. Unam sanctam).
Zemřel 22. prosince 1316 v Avignonu.

## Dílo
Kritické vydání:
ROMANUS, Aegidius. Opera omnia. Florencie: [s.n.], 1985. ISBN 882-22-338-08.
- Expositio in Aristotelis libros Rhetoricorum (1270–1282)
- De regimine principum (1280)[2]
- De erroribus philosophorum
- Contra gradus et pluralitatem formarum (1277–1278)
- De differentia ethicae, politicae et rhetoricae (1278–1279)
- Theoremata de esse et essentia (1278–1280)
- Quaestiones disputatae de esse et essentia (1285–1286)
- De formatione humani corporis in utero (1285–1295)
- De Ecclesiastica potestate (1301–1302)

Jestliže pozemská moc jedná špatně, bude souzena duchovní mocí jako její nadřízenou silou, avšak jestliže duchovní moc, zejména pak moc nejvyššího pontifika, bude jednat špatně, může být souzena jedině Bohem.

Všechny časné věci jsou vloženy pod nadvládu a moc církve a zejména pak nejvyššího pontifika.
Aegidius Romanus, De Ecclesiastica potestate [O církevní moci], 1,5 a 2,4